# Paisco Loveno
Paisco Loveno (lombardul: Paìsch Loé) település Olaszországban, Lombardia régióban, Brescia megyében. Lakosainak száma 172 fő (2023. január 1.). Paisco Loveno Berzo Demo, Cerveno, Malonno, Schilpario, Teglio, Capo di Ponte, Corteno Golgi, Ono San Pietro és Sellero községekkel határos.

## Népesség
A település lakossága az elmúlt években az alábbi módon változott:
| Lakosok száma | 185  | 190  | 172  |
|               | 2017 | 2018 | 2023 |